# Oprema cest
Oprema cesta so predmeti in naprave nameščeni na, ob in nad cestami in služijo uporabnikom cest in drugih površin. Delimo jo na urbano in prometno opremo.

## Urbana oprema
Urbana oprema je skupni izraz za predmete in opremo, nameščeno na ulicah in cestah v naselju in služi različnim namenom. To so klopi, prometne ovire, stojala za kolesa, poštni nabiralniki, telefonske govorilnice, cestne svetilke, semaforji, taksi postajališča, javna stranišča, vodnjaki, spomeniki, javne skulpture, koši za odpadke in druga posebna oprema.
Pomembno pri načrtovanju cestne opreme je, kako ta vpliva na varnost v cestnem prometu.
Ime ulice je znak za prepoznavanje ulice uporabnikom, predvsem poštnim delavcem in reševalnim službam.
Klop je v površina za sedenje več kot ene osebe, ki jo običajno najdemo v osrednjih delih naselij (na trgih in v parkih). Postavljajo jih lokalne skupnosti in služijo kot prostor za počitek in občudovanje razgledov. Lahko so umetniško oblikovane, uporabljeni materiali so zelo različni.
Stebrički so naprave za preprečevanje premikov vozil na pločnike ali zelenice.
Poštni nabiralniki so namenjeni zbiranju pisem, razglednic in imajo različne oblike in način pritrditve.
Telefon ali telefonske govorilnice so kabine ali zasloni z nameščeno telefonsko napravo in so vse redkejše v naseljih, saj jih je izpodrinila uporaba mobilnih telefonov.
Cestne svetilke so namenjene osvetljevanju okolice ponoči. Služijo ne le kot svarilo storilcem kaznivih dejanj, temveč omogočajo ljudem, da vidijo kod hodijo. Nameščene ob cestah so pomemben člen pri zagotavljanju prometne varnosti. Glede na lokacijo so različnih oblik in materialov, tako stebri kot sama svetilka. Lahko so umetniško oblikovane. Barva in jakost svetlobe morata biti dimenzionirana za konkreten primer. Pomembno je, da svetijo navzdol in ne v nebo.
Hidrant za požarno vodo.
Koš za odpadke.
- Stebriček, ki omejuje parkiranje na pločniku
- Koš za odpadke
- Oznaka imena ulice v naselju Bled

### Lokalne značilnosti
Urbana oprema je ponekod postala zelo značilna in predstavlja simbol določenega kraja. Po njej je mogoče prepoznati neko določeno mesto. Znani primeri so:
- Rdeče telefonske govorilnice v Združenem kraljestvu
- Stanovanjski poštni nabiralniki v Združenih državah Amerike
- Ulične svetilke in podzemni vhodi v Parizu.

## Prometna oprema
Prometna oprema na cestah je:
- oprema za označevanje bližine roba vozišča oziroma roba robnega ali odstavnega pasu (cestni smerniki, cestni smerniki za predore, svetlobno odbojna telesa, snežni koli)
- oprema za vodenje in kanaliziranje prometa na območju del na cesti, drugih ovir in poškodb vozišča (montažni vodilni robniki, markerji, svetlobno odbojna telesa za poudarjanje začasno (rumene) ali trajno (bele) označenih ločilnih črt, zaporne vrvice in trakovi, začasne ločilne ograje, raztegljive in zložljive ograje)
- varnostne ograje so namenjene preprečitvi zdrsa vozila s ceste; ograje morajo biti opremljene s telesi, ki odsevajo svetlobo, in sicer na desni strani ceste, gledano v smeri vožnje z rdečo, na levi strani ceste pa z belo svetlobo.
- varovalne ograje; namenjene so varovanju prometa na cesti pred divjadjo in drugimi živalmi, ograje na nadvozih za zaščito prometa na cesti, ki poteka pod nadvozom.
- montažne fizične ovire za umirjanje prometa na cesti-grbine; biti morajo na tisti strani, s katere se vozilo približuje oviri, označene s svetlobno odsevnimi snovmi, trapezne ali polkrožne oblike;
- blažilniki trkov; so naprave, ki se lahko uporabljajo za zavarovanje posebno nevarnih mest na cesti, kjer obstaja nevarnost naleta vozila na stalno oviro (npr. stebri ali stene cestnih objektov, cestninski otoki in kabine itd.);
- ograje za pešce so namenjene zavarovanju pešcev pred padcem v globino s površine, ki jo morajo ali smejo uporabljati za hojo. Ograje za pešce se smejo uporabljati tudi za kanaliziranje prometa pešcev na območju križišč, prehodov za pešce ipd.
- zapornice in polzapornice so naprave, namenjene preprečevanju nadaljevanja vožnje vozil, hoje pešcev ali drugih uporabnikov ceste.
- oprema za poudarjanje poteka ceste na območju razcepa, (usmerjevalni valji in smerni stebrički)
- prometna ogledala so namenjena zagotavljanju minimalne preglednostne razdalje, potrebne za varno vključitev udeležencev s stranske ceste v promet na prednostno cesto.
- oprema proti zaslepljevanju so protislepilne mreže in protislepilne lamele, ki na cestah, ki imajo dve fizično med seboj ločeni smerni vozišči preprečujejo, da bi voznike zaslepljevala nasproti vozeča vozila. Praviloma se postavlja na varnostnih ograjah v ločilnem pasu.
- Steber z oznako za pojav burje
- Oprema za vodenje in kanaliziranje prometa na območju del na cesti, začasnih ovir in poškodb vozišča.

## Posebna prometna oprema
Semaforji so predvsem oprema križišč v naseljih. V tem primeru imajo tri barve: zeleno (pomeni naprej), oranžno za obveščanje voznikov, da bodo kmalu na vrsti in rdečo (stop). Običajno so nameščeni na drogovih ali mostnih konstrukcijah.
Semaforji pa so lahko nameščeni tudi na kritičnih odsekih cest kot so: zožitve, mostovi, predori in druga nevarna mesta. V tem primeru imajo običajno samo dve luči: zeleno in rdečo.
Klic v sili je interno omrežje telefonskih stebričkov povezanih s cestno bazo predvsem ob avtocestah, iz katerih je možno poklicati pomoč na cesti.

### ITS Oprema
Za upravljanje s prometom predvsem na avtocestah in bolj obremenjenih drugih cestah ter v naseljih, je vse več tako imenovane pametne opreme s pomočjo katere iz nadzornih centrov usmerjajo promet in obveščajo uporabnike o stanju na cestah. Ta oprema so: 
- Kamere
- Cestno-vremenske postaje
- Števci prometa
- Naprave za tehtanje vozil
- Merilniki vetra

ITS - Inteligentni transportni sistem (Intelligent Transport System) vključuje široko paleto orodij in storitev, ki izhajajo iz informacijskih in komunikacijskih tehnologij. Ti sistemi imajo možnost zagotavljanja precejšnjih koristi uporabnikom cest s svojo operativno učinkovitostjo, zanesljivostjo storitev, upravljanjem s prometom, kot tudi zagotavljajo večjo prometno varnost, zmanjšanje vplivov na okolje in prihranek potovalnih časov. Sistem obsega:
- Avtomatsko vodenje prometa;
- Podporo dejavnosti javnega prevoza;
- Upravljanje povpraševanja;
- Potovalne informacije in prostorsko načrtovanje potovanj;
- Opravljanje tovorov in voznega parka;
- Upravljanje prometnih nesreč in podpora za reševalni službi;
- Elektronske plačilne storitve;
- Napredne vgrajene tehnologije.
Prvi telematski sistemi so se pojavili v poznih 1960 in so bili namenjeni za optimizacijo mestnih prometnih tokov.

### Video nadzor
Podatke o stanju cestišča in prometnih in vremenskih razmerah v realnem času, upravljavci cest in vzdrževalci dobijo tudi s pomočjo video nadzora, to je z različnimi tipi kamer. Nameščajo jih na težavnih vzponih oziroma na mestih, kjer lahko različni vzroki povzročijo zgostitve prometa. Ker so zanimive za vse uporabnike cest, jih upravljavec objavlja tudi na spletnih straneh. Pri postavitvi sistema video-nadzora prometa imajo za posredovanje ažurnih informacij ključno vlogo komunikacijske poti. Neposredna mrežna povezava (optična vlakna) je tisti pogoj, ki zagotavlja dovolj široko pasovno širino za neposreden prenos video signala. Če tega ni so alternativni načini komunikacije ISDN, GSM, GPRS, in podobni.
Videodetekcija obsega med drugim: video nadzor, merjenje hitrosti, klasifikacijo vozil, prepoznavanje registrskih številk, štetje prometa in drugo. Uporabljajo se analogne in digitalne kamere, za posebne naloge s specifično opremo.

### Cestno-vremenske postaje
Cestno-vremenske postaje se nameščajo na vnaprej določene lokacije, predvsem na izpostavljenih odsekih cest, viaduktih in mostovih. Cestno-vremenska postaja spremlja stanje vremena in sicer: temperaturo zraka [°C], relativno vlažnost zraka [%], zračni pritisk [hPa], tip padavin [[[dež]], sneg], intenzivnost padavin [mm/h], količino padavin [mm], hitrost vetra [km/h], smer vetra [°] in vidljivost [m]. Postaja je povezana s sondo vgrajeno v vozišču, ki meri: temperaturo površine tal [°C], mokrost voziša [mm], stanje vozišča glede na količino vode na cestišču [suho, vlažno, mokro] in faktor slanosti [%].
Operaterji nadzornega centra cestne baze imajo te podatke stalno na razpolago, da jih posredujejo vzdrževalcem cest, da lahko v različnih situacijah takoj ukrepajo (posipanje, pluženje,...).

### Števci prometa
Da bi pridobili podatke o prometnih obremenitvah in strukturi vozil, so ob cestah nameščeni avtomatski števci prometa, v vozišču pa vgrajena ustrezna tipala (induktivne zanke). Poleg navedenega lahko števci prometa merijo tudi hitrost vozil. V zadnjem času se pojavljajo tudi naprave, ki za zaznavo uporabljajo radarsko tehnologijo, infrardeče žarke in laserske snope.

### Naprave za tehtanje vozil
Naprave za tehtanje vozil so bodisi vgrajene na posebnih platojih, kamor se vozila za tehtanje izločijo ali nameščene v cestišču (praviloma na mostu) in tehtajo vozila med vožnjo. V slednjem naprava pri prehodu vozila preko senzorja zabeleži število osi, težo na posamezno os in skupno težo vozila. Merilni senzorji so lahko upogibne plošče, linijski senzorji in kapacitivne plošče. Za tehtanje vozil so zelo primerni mostni sistemi za tehtanje vozil med vožnjo.

### Merilniki vetra
Merilniki vetra so naprave, ki ugotavljajo hitrost in smer vetra in so povezani z nadzornim centrom, v cestni bazi, ki v nadaljevanju obvešča uporabnike o stanju na cesti. Nameščeni so na kritičnih mestih pojavljanja vetra, ki je lahko nevaren za promet vozil, lahko pa so v sklopu cestno-vremenske postaje.